# Ciumița
Ciumița – wieś w Rumunii, w okręgu Hunedoara, w gminie Lunca Cernii de Jos. W 2011 roku pozostała niezamieszkana.